# Louis Crelier
 (janvier 2012).
Si vous disposez d'ouvrages ou d'articles de référence ou si vous connaissez des sites web de qualité traitant du thème abordé ici, merci de compléter l'article en donnant les références utiles à sa vérifiabilité et en les liant à la section « Notes et références ».
Louis Crelier, né le 9 octobre 1955 à Neuchâtel (Suisse), est un compositeur et producteur suisse. Il est connu pour ses musiques de film et de théâtre, et il est fondateur et ancien vice-président de FFACE (Federation of Film and Audio-Visual Composers of Europe). Louis Crelier est membre de la World Soundtrack Academy et de l’Académie du Cinéma Européen.

## Biographie
Louis Crelier découvre la musique à travers le piano classique autant qu'à travers la musique rock et pop des années 1970, qu'il joue comme claviers et chanteur. Il commence sa vie professionnelle en 1975. Attiré par le monde du spectacle, il est engagé, en 1978, à plein-temps pendant trois ans pour composer la musique des spectacles du Théâtre Populaire Romand (TPR) et des mises en scène de Charles Joris. 
Dès 1981, il se spécialise dans la composition de musique de film. Depuis le réalisateur Jean-Jacques Lagrange avec Mérette, en passant par Thomas Koerfer, qui lui ouvrit en 1985 les portes de la Suisse allemande et de l'Allemagne avec Concert pour Alice, jusqu'à Denis Rabaglia avec Azzurro, Louis Crelier a composé plus de 80 musiques pour le cinéma et la télévision. En 1984, il reçoit le prix de la vocation des mains de la Baronne de Rothschild pour son travail dans le domaine de la musique de film. Il remporte également en 1994 le grand prix du 40e anniversaire de la Télévision suisse romande pour sa composition Couleur Noir et Blanc. En 2001, la chanson Quante cose chiare du film Azzurro est nommée aux World Soundtrack Awards, dans la catégorie ”Meilleure Chanson écrite pour un film” aux côtés de compositeurs tels que John Williams ou Hans Zimmer. En 2004, il devient membre de l’European Film Academy et compose la musique du film Coma de Mike Figgis. En 2006, il est nommé aux European Soundtrack Awards pour la musique de Pas de Panique de Denis Rabaglia.
Louis Crelier continue néanmoins son histoire d'amour avec le théâtre notamment avec Dominique Catton et Pinocchio (Théâtre Am Stram Gram, Genève), Hervé Loichemol et Rester Partir (Vidy, Lausanne), avec Gérard Demierre, M. Scrooge, et Le Petit Prince (Petit Théâtre, Lausanne), en passant par une musique de ballet Deux, pour les anciens danseurs de Béjart, Tom Crocker & Jackie Planeix. Il retrouve aussi régulièrement Charles Joris (Marie Tudor, Le Jeu de Hotsmakh) et continue d’écrire des œuvres de concert telles que The Twin Stars Symphony ou High Moon Serenade pour cordes (en hommage à Bernard Herrmann).
Parallèlement à son activité de compositeur, Louis Crelier a toujours chanté, notamment dans le domaine de la musique rock - l'album 33 Détours  - mais encore comme "chanteur de jazz" avec le Louisiana Dandies Jazz Orchestra de l'arrangeur René Hagmann. Dès 1993, Crelier a tourné sur scène avec le Cotton Club Jazz Orchestra et sur disque avec The Jazz Singer. Passant du jazz au blues, des années vingt aux années soixante-dix, Louis Crelier, chanteur, sort un nouvel album On the road again et part en tournée en 1997 avec Bluesbeggars (avec les guitaristes Laurent Poget et John Woolloff) tout en continuant de composer pour le grand et le petit écran. Louis Crelier a créé plusieurs œuvres de théâtre musical : Fables (La Fontaine), Le Jeu de Hotsmakh (yiddish), L’Oiseau Vert (Gozzi), Rhapsodia (musiques nomades) avec sa fille Tatiana Eva-Marie, Le Bourgeois Gentilhomme d’après Molière, et Le  Violon magique (conte tzigane) avec sa fille. Il est aussi membre du Conseil d’administration de la SSA (Société Suisse des Auteurs) de 2001 à 2019
Plus récemment, il enchaîne la composition de trois opéras : La Citadelle de Verre sur un livret de Pierre Christin en collaboration avec Valérie Letellier en tant que parolière, scénographie et costumes de Enki Bilal qui est créé en avril 2018, suivi de Shéhérazade, procès d’une infidèle (2020) et de La Passion selon Marie créé en 2022 en Suisse romande et à Paris (au Cirque d’Hiver), sur des livrets de Valérie Letellier.

## Musico-filmographie

### Cinéma
- 2008 : Marcello, Marcello de Denis Rabaglia
- 2005 : A Matter of Time de Hanna Slak, avec Feo Aladag
- 2004 : Coma de Mike Figgis
- 2001 : Azzurro de Denis Rabaglia, avec Paolo Villaggio, Jean-Luc Bideau, Marie-Christine Barrault, (Meilleur Film de l’Année aux Prix du Cinéma suisse 2001, primé à Namur, Schwerin, Bratislava 2001, musique nommée aux World Soundtracks Awards 2001 (« Quante cose chiare », Meilleure chanson écrite pour un film).
- 2000 : Le Signe de Onze heures de Philippe Nicolet, avec Nanou Duggan, Roland Carey, Annie Chaplin
- 1997 : Léopold R. de Jean-Blaise Junod, avec Carlo Brandt, Jean-François Balmer
- 1995 : Les Agneaux de Marcel Schüpbach, avec Richard Berry (sélection suisse aux Oscars 1996)
- 1994 : Der Nebellaüfer de Jörg Helbling, avec Lawrence Grimm, (Prix Max Ophüls 1996, primé au Festival du Film de Locarno 1995)
- 1993 : Grossesse Nerveuse de Denis Rabaglia, avec Tom Novembre, Patrick Braoudé, Isabelle Townsend, (Prix Max Ophüls 1994, Prix Europa & Prix-Michel-Kuhn 1994)
- 1991 : Ashakara de Gérard Louvin
- 1989 : Quartier Nègre / Barrio negro de Pierre Koralnik, avec Tom Novembre, Fabienne Babe, (Prix du Public et Meilleure photo au Festival du film de Monte-Carlo 1990)
- 1988 : Gemini the Twin Stars de Jaques Sandoz, avec Thomas Nock, Jango Edwards, Aurore Clément, Gene Patrick (Prix du Public au Festival de Gijon 1988)
- 1986 : L'Ogre de Simon Edelstein, avec Marcel Bozzuffi, Jean-Quentin Châtelain (Perspectives, Cannes 1987)
- 1985 : Concert for Alice de Thomas Koerfer, avec Beate Jensen, Towje Kleiner, (Meilleur son et mixage, Académie du Cinéma allemand)
- 1981 : Seuls de Francis Reusser (Quinzaine des réalisateurs, Cannes 1981), avec Niels Arestrup, Michael Lonsdale, Christine Boisson, Bulle Ogier

Comme producteur ou éditeur
- 1992 : Requiem de Reni Mertens & Walter Marti, musique de Léon Francioli, (Prix de la Critique, Locarno 1992, Sélection suisse aux Oscars 1994)
- 1990 : Jacques et Françoise de Francis Reusser, musique de Carlo Boller
- 1989 : Tennessee Nights de Nicolas Gessner, avec Julian Sands, musique de Gabriel Yared
- 1986 : Folie Suisse de Christine Lipinska, avec Richard Bohringer, Jean-François Balmer, musique de Armande Altaï

### Télévision
- 2006 : Pas de panique de Denis Rabaglia, nommé aux European Soundtrack Awards
- 2005 : Leben auf Kredit de Sascha Weibel, avec Mia Aegerter
- 1991 : Les Mauvais Instincts de Alain Tasma, avec Stéphane Freiss, Valéria Bruni-Tedeschi
- 1991 : Bienvenue à Bellefontaine de Gérard Louvin, avec Jean Lefebvre, Daniel Prévost (nommé comme Meilleur Film aux Sept-d'Or 1993)
- 1990 : La Vierge noire de Jean-Jacques Lagrange et Igaal Niddam avec Micheline Dieye, Félicité  Wouassi et Ronny Coutteure (Meilleure série et meilleure actrice au China Sichuan tv Festival 1991)
- 1989 : Taxi ins Jenseits de Erwin Keusch (Euroflics)
- 1988 : Honig der Nacht (Euroflics) de Jeanpierre Heizmann
- 1988 : Falken auf Eis (Euroflics) de Jeanpierre Heizmann
- 1987 : Tote reisen nicht (Euroflics) de JP Heizmann (Meilleure série, Royal Television Society Award, U.K. 1989)
- 1984 : Noces de soufre (Série Noire) de Raymond Vouillamoz, avec Jean-Luc Bideau, Agnès Soral, Jean Bouise
- 1984 : La Petite Fille Modèle de Jean-Jacques Lagrange, avec Danielle Darrieux, Jacques François, Jean Bouise
- 1984 : L'Enfant bleu de Yvan Butler, avec Jean-Luc Bideau, Dominique Labourier, (meilleur scénario, Festival de Digne 1986)
- 1984 : Histoires à mourir debout de Claude Delieutraz, avec Frédéric Dard, Magali Noël
- 1983 : Le Bout du lac de Jean-Jacques Lagrange, avec François Cluzet
- 1981 : Mérette de Jean-Jacques Lagrange, avec Jean Bouise, Isabelle Sadoyan, François Simon, (Grand Prix, San Remo Film Festival 1982 et Prix de la Critique française 1983)

## Œuvres de concert
- 1977 : Histoire pour grand orchestre
- 1979 : Sommeil Injuste pour 12 flûtes et orchestre
- 1979 : Hiver-Automne-Eté pour cordes (commande de l'Orchestre de Chambre de Neuchâtel, OCN)
- 1981 : Mot pour chœur
- 1987 : The Twin Stars Symphony pour grand orchestre
- 1988 : High Moon Serenade pour cordes
- 1990 : Le Rêve du Chef pour chœur et orchestre
- 1999 : Isaïa suite pour orchestre (commande de l'OCN - 150ème du canon de Neuchâtel

## Opéra
- 2018 : La Citadelle de Verre opéra pour solistes, chœurs et orchestre. Livret de Pierre Christin, paroles de P. Christin et Valérie Letellier. Création en avril 2018 au Temple du Bas, Neuchâtel (Suisse). Mise en scène: Benjamin Knobil, scénographie et costumes: Enki Bilal, direction musicale: Nicolas Farine. Orchestre de l'Opéra national de Tbilissi (Géorgie).
- 2020 : Shéhérazade, procès d'une Infidèle, opéra, livret de Valérie Letellier. Création en octobre 2020 au Théâtre du Concert, Neuchâtel (Suisse). Mise en scène et scénographie: Valérie Letellier, avec Gaëlle Méchaly, soprano et Philippe Huttenlocher, baryton.
- 2022 : La Passion selon Marie, oratorio apocryphe pour solistes, chœurs et orchestre. Livret de Valérie Letellier. Création en mai-juin 2022 en Suisse, à Neuchâtel, Lausanne, Genève et Fribourg ainsi qu'à Paris au Cirque d'Hiver Bouglione. Avec le chœur Lyrica-Opéra (Neuchâtel), les chœurs de Paris Lacryma Voce et l'Orchestre de Nations (Genève) dirigés par Antoine Marguier. Mise en espace: Valérie Letellier.